# Bassemberg
Bassemberg je občina v departmaju Bas-Rhin francoske regije Alzacija.
Leta 2011 je v občini živelo 265 oseb oz. 149 oseb/km².